# Galaxy of the Tank-top
『Galaxy of the Tank-top』（ギャラクシー・オブ・ザ・タンクトップ）は、日本のスリーピースロックバンド・ヤバイTシャツ屋さんの2枚目のオリジナルアルバムである（初回限定盤：UMCK-9929、通常盤：UMCK-9934）。2018年1月10日にユニバーサルシグマよりリリースされた。

## 概要
前作から約1年2ヶ月ぶりとなるアルバムである。メジャーデビュー後のシングルからは、「寝んでもいける」と岡崎体育によるリミックス音源を除く全曲が収録され、インディーズ盤「ポップコーンパーティー」から「メロコアバンドのアルバムの3曲目ぐらいによく収録されている感じの曲」を新アレンジで再録したバージョン、シングル「どうぶつえんツアー」に収録されていた「肩 hava a good day」は、亀田誠治がプロデュースを手掛けたバージョンで収録されている。1曲目の「Tank-top in your heart」は、2017年10月6日に「サントリー デカビタC」とのコラボMVにて発売予定なしの新曲として公開された楽曲で本作で初めて音源化。6曲目の「Universal Serial Bus」には、もりもりもとがボーカルとして初参加している。
通常盤と初回限定盤の2形態でリリースされており、初回限定盤には2016年と2017年に出演した音楽フェスでのライブ映像を収録した「ヤバイTシャツ屋さんのたのしいフェス映像集2016-2017」と「メンバーによるおもしろ実況解説」が収録されたのDVDが付属している。また、アルバム購入者先着特典として「2019 タンクトップくん年賀状」が付属していた。なお、通常盤、初回限定版共にスリーブケースが付属している。

## 収録曲
| 全作詞・作曲: こやまたくや（#9、作詞・作曲: しばたありぼぼ）、全編曲: ヤバイTシャツ屋さん（#13、編曲: 亀田誠治）。 |                                                                       |                                                |                                                |      |
| # | タイトル                                                              | 作詞                                           | 作曲・編曲                                     | 時間 |
| 1. | 「Tank-top in your heart」                                            | こやまたくや（#9、作詞・作曲: しばたありぼぼ） | こやまたくや（#9、作詞・作曲: しばたありぼぼ） | 2:47 |
| 2. | 「ヤバみ」                                                            | こやまたくや（#9、作詞・作曲: しばたありぼぼ） | こやまたくや（#9、作詞・作曲: しばたありぼぼ） | 3:31 |
| 3. | 「DANCE ON TANSU」                                                    | こやまたくや（#9、作詞・作曲: しばたありぼぼ） | こやまたくや（#9、作詞・作曲: しばたありぼぼ） | 3:05 |
| 4. | 「眠いオブザイヤー受賞」                                              | こやまたくや（#9、作詞・作曲: しばたありぼぼ） | こやまたくや（#9、作詞・作曲: しばたありぼぼ） | 4:00 |
| 5. | 「気をつけなはれや」                                                  | こやまたくや（#9、作詞・作曲: しばたありぼぼ） | こやまたくや（#9、作詞・作曲: しばたありぼぼ） | 3:03 |
| 6. | 「Universal Serial Bus」                                              | こやまたくや（#9、作詞・作曲: しばたありぼぼ） | こやまたくや（#9、作詞・作曲: しばたありぼぼ） | 1:10 |
| 7. | 「ハッピーウェディング前ソング」                                      | こやまたくや（#9、作詞・作曲: しばたありぼぼ） | こやまたくや（#9、作詞・作曲: しばたありぼぼ） | 3:52 |
| 8. | 「ドローン買ったのに」                                                | こやまたくや（#9、作詞・作曲: しばたありぼぼ） | こやまたくや（#9、作詞・作曲: しばたありぼぼ） | 3:07 |
| 9. | 「ベストジーニスト賞」                                                | こやまたくや（#9、作詞・作曲: しばたありぼぼ） | こやまたくや（#9、作詞・作曲: しばたありぼぼ） | 2:09 |
| 10. | 「メロコアバンドのアルバムの3曲目ぐらいによく収録されている感じの曲」 | こやまたくや（#9、作詞・作曲: しばたありぼぼ） | こやまたくや（#9、作詞・作曲: しばたありぼぼ） | 2:25 |
| 11. | 「とりあえず噛む」                                                    | こやまたくや（#9、作詞・作曲: しばたありぼぼ） | こやまたくや（#9、作詞・作曲: しばたありぼぼ） | 3:43 |
| 12. | 「サークルバンドに光を」                                              | こやまたくや（#9、作詞・作曲: しばたありぼぼ） | こやまたくや（#9、作詞・作曲: しばたありぼぼ） | 3:23 |
| 13. | 「肩 hava a good day –2018 ver.–」                                    | こやまたくや（#9、作詞・作曲: しばたありぼぼ） | こやまたくや（#9、作詞・作曲: しばたありぼぼ） | 5:12 |
| 合計時間: | 合計時間:                                                             | 41:27                                          |                                                |      |

| #   | タイトル                                                                                                | 作詞 | 作曲・編曲 |
| --- | --- | ---- | ---------- |
| 1.  | 「あつまれ!パーティーピーポー」(2016.12.28 COUNTDOWN JAPAN 16/17)                                       |      |            |
| 2.  | 「ウェイウェイ大学生」(2017.4.30 ARABAKI ROCK FEST. 17)                                                 |      |            |
| 3.  | 「ネコ飼いたい」(2017.4.30 ARABAKI ROCK FEST. 17)                                                       |      |            |
| 4.  | 「スプラッピ スプラッパ」(2017.5.5 VIVA LA ROCK 2017)                                                   |      |            |
| 5.  | 「無線LANばり便利」(2017.6.4 百万石音楽祭2017)                                                          |      |            |
| 6.  | 「Tank-top of the world」(2017.7.7 京都大作戦2017)                                                      |      |            |
| 7.  | 「メロコアバンドのアルバムの3曲目ぐらいによく収録されている感じの曲」(2017.8.26 SWEET LOVE SHOWER 2017) |      |            |
| 8.  | 「L・O・V・E タオル」(2017.8.26 SWEET LOVE SHOWER 2017)                                                 |      |            |
| 9.  | 「喜志駅周辺なんもない」(2017.8.12 ROCK IN JAPAN FES. 2017)                                             |      |            |
| 10. | 「ヤバみ」(2017.8.12 ROCK IN JAPAN FES. 2017)                                                           |      |            |
| 11. | 「メンバーによるおもしろ実況解説」(特典映像)                                                            |      |            |